# Josep Mir Peña
Josep Mir Peña   (Palma, 1877 - 1955) fou un metge mallorquí.
El 1904 formava part de la junta directiva del Col·legi Medico-Farmacèutic de les Balears. Soci de Creu Roja des d'abans de 1905. L'any 1907 va ser metge protector de l'Asil Bressol de Santa Catalina, a Palma. Va presidir el Col·legi de Metges de les Balears de 1923 a 1930 i de 1940 a 1946. Casat amb Eugènia Vanrell Grimaud. Va signar la Resposta als Catalans.